# Elias Motsoaledi
Elias Motsoaledi (26 de julio de 1924 - 9 de mayo de 1994) fue uno de los ocho sentenciados a cadena perpetua junto con Nelson Mandela en el Proceso de Rivonia.
Nació en Nebo, Sekhukuneland y fue el tercero de ocho hijos. Con 17 años se trasladó a Johannesburgo en busca de trabajo. Pronto empezó a moverse en el mundo sindical, y más tarde comenzó a tener un papel importante en la fundación del Congreso de Sindicatos Sudafricanos.
Miembro de toda la vida del Partido Comunista Sudafricano y del Congreso Nacional Africano (CNA), desempeñó una papel clave en muchas campañas, incluyendo una campaña de desafío contra las leyes injustas del apartheid, en 1952, año en que fue por primera vez inhabilitado. Detenido durante el estado de emergencia de 1960, fue encarcelado durante cuatro meses. Cuando fue liberado, empezó a trabajar en la clandestinidad para el brazo armado del CNA, el Umkhonto we Sizwe. Después de 26 años en la cárcel de Robben Island, Motsoaledi fue elegido para el Comité Ejecutivo Nacional del CNA.
El 8 de enero de 1992 Motsoaledi recibió la medalla Isitwalandwe, el máximo galardón del CNA, junto con Oliver Tambo, Nelson Mandela, Walter Sisulu, Helen Joseph, Ahmed Kathrada, Harry Gwala, Andrew Mlangeni, Raymond Mhlaba, y Wilton Mkwayi.
Falleció el día en que Nelson Mandela fue investido Presidente de Sudáfrica tras las primeras elecciones democráticas de 1994.